# رون فاولر
رون فاولر (بالإنجليزية: Ron Fuller)‏ هو مدير أمريكي، ولد في 1950 في نوكسفيل في الولايات المتحدة.